# Jacquiniella
Jacquiniella – rodzaj roślin z rodziny storczykowatych (Orchidaceae). Obejmuje 12 gatunków występujących w Ameryce Środkowej i Południowej w takich krajach i regionach jak: Belize, Boliwia, Brazylia, Kolumbia, Kostaryka, Kuba, Dominikana, Salwador, Ekwador, Gujana Francuska, Gwatemala, Gujana, Haiti, Honduras, Jamajka, Leeward Islands, Meksyk, Nikaragua, Panama, Peru, Portoryko, Surinam, Trynidad i Tobago, Wenezuela, Windward Islands.

## Systematyka
Rodzaj sklasyfikowany do podplemienia Laeliinae w plemieniu Epidendreae, podrodzina epidendronowe (Epidendroideae), rodzina storczykowate (Orchidaceae), rząd szparagowce (Asparagales) w obrębie roślin jednoliściennych.
Wykaz gatunków
- Jacquiniella aporophylla (L.O.Williams) Dressler
- Jacquiniella cernua (Lindl.) Dressler
- Jacquiniella cobanensis (Ames & Schltr.) Dressler
- Jacquiniella colombiana Schltr.
- Jacquiniella equitantifolia (Ames) Dressler
- Jacquiniella gigantea Dressler, Salazar & García-Cruz
- Jacquiniella globosa (Jacq.) Schltr.
- Jacquiniella leucomelana (Rchb.f.) Schltr.
- Jacquiniella pedunculata Dressler
- Jacquiniella standleyi (Ames) Dressler
- Jacquiniella steyermarkii Carnevali & Dressler
- Jacquiniella teretifolia (Sw.) Britton & P.Wilson